# Ramon Masià
Ramon Masià (Barcelona, 23 de enero de 1957) es un empresario, abogado y economista español.

## Biografía y trayectoria en la Cámara de Comercio de Barcelona
Ramon Masià nació en Barcelona el año 1957. Se licenció en Derecho y Ciencias Económicas por la Universidad de Barcelona.
Inició su recorrido en la Cambra en el año 1998, junto al expresidente Antoni Negre, en calidad de jefe de campaña para su última legislatura (1991-2002). Posteriormente, gestionó las tres campañas electorales del aquel entonces presidente de la Cámara, Miquel Valls (2002-2006, 2006-2010 y 2010-2018). Por añadidura, Masià es miembro del Pleno desde 2002.
En 2018, anunció su candidatura para la Presidencia de la Cámara de Comercio de Barcelona bajo el lema "Anem per feina", para relevar a Miquel Valls después de 16 años en el puesto.

## Trayectoria profesional
De su trayectoria profesional destaca que fue socio del Gabinete Jurídico Negre, Abellò, y Masià Asociados; director del área internacional de Freixenet; cónsul honorario de la República de Corea y consejero general de CaixaBank. Asimismo, es administrador de la empresa SERVIAUX2014 SLU, miembro del pleno de la Cámara de Comercio de Barcelona, miembro del Comité Ejecutivo de Turismo de Barcelona y vicepresidente ejecutivo de la Fundación Barcelona Promoción. También preside Plus Europe Association y Self Employed and Small Companies Association (SESCA).